# Ekmeleddin İhsanoğlu
Ekmeleddin İhsanoğlu (Il Cairo, 26 dicembre 1943) è uno storico e politico turco ed ex segretario generale della Organizzazione della cooperazione islamica (OIC), la seconda maggior organizzazione internazionale dopo le Nazioni Unite. Si candidò alle presidenziali turche del 10 agosto 2014.

## Biografia
Ekmeleddin Ihsanoglu è nato al Cairo nel 1943, si è laureato e ha completato il dottorato presso l'Università di Ankara, facoltà di Arti e delle Scienze nel 1974. Nel 1984 è stato professore. È sposato e ha 3 figli.
È stato il fondatore e il presidente del dipartimento di Storia della Scienza presso la facoltà di lettere dell'Università di Istanbul dal 1984 al 2000. Il suo particolare interesse si concentra sulla cultura e sull'istruzione nel mondo islamico. È stato docente e visiting professor in varie università come l'Università di Exeter, Regno Unito (1975-1977), Università di Ankara, facoltà di scienze (1970-1980), Università İnönü, Malatya (1978-1980), Università Ludwig Maximilian di Monaco, Germania (2003).
È uno dei firmatari di Una parola comune tra noi e voi, una lettera aperta dagli studiosi islamici ai leader cristiani, che chiedono la pace e la comprensione.
Ha tenuto un discorso presso l'Università di Oxford affermando che è giunto il tempo per arrivare alla riconciliazione storica tra islam e cristianesimo. In un'intervista con Al-Sharq al-Awsat, ha indicato che ci sono milioni di musulmani di origine europea, oltre a milioni di musulmani che hanno ottenuto la cittadinanza europea e che partecipano alla vita pubblica. L'Islam ha anche dato un grande contributo alla civiltà europea. Ha anche messo in guardia contro l'uso della libertà di espressione per offendere l'Islam.